# Voto inteligente
Voto inteligente (en ruso: Умное голосование, romanizado: Umnoye golosovaniye; y a veces conocido por su traducción al inglés: Smart Voting o Vote Smart), es una táctica electoral de voto estratégico propuesta por el opositor ruso Alekséi Navalni para rebajar la influencia del partido gobernante, Rusia Unida, en las elecciones regionales y legislativas. El objetivo del voto inteligente es consolidar el apoyo a los partidos opositores al partido que Navalni definía como «Partido de estafadores y ladrones» (en ruso: Партия жуликов и воров, romanizado: Partiya zhulikov i vorov), en referencia a Rusia Unida.

## Historia
Los comicios donde el votos inteligente dio mejor resultado fue en la Elección a la Duma de Moscú de 2019, donde la estrategia de Navalni consiguió que el partido hegemónico, Rusia Unida, perdiese un tercio de sus votos y pasase a tener 25 de los 45 escaños, que si bien conseguía mantener la mayoría absoluta del cuerpo legislativo, los trece diputados perdidos en comparación a los 38 de 45 que tenían previos a la cita electoral, evidenciaban el éxito de la estrategia.
Tras el envenenamiento de Alekséi Navalni, éste hizo un llamamiento a recuperar y potenciar el uso del voto inteligente de cara a las elecciones legislativas de Rusia de 2021, y especialmente en las regionales, donde él consideraba que podían llegar a ganarse algunos sujetos federales rusos de manos de Rusia Unida, con el ejemplo de Jabárovsk, donde Serguéi Furgal, candidato del Partido Liberal-Demócrata, uno de los opositores moderados permitidos por la legislación rusa, ganó en 2018 las elecciones a gobernador por delante del candidato oficialista, Viacheslav Shport.
El 15 de septiembre de 2021 las autoridades rusas bloquearon el sitio web, aunque según sus desarrolladores, la aplicación para móviles seguiría funcionando.